# Epipactis kleinii
Epipactis kleinii là một loài thực vật có hoa trong họ Lan. Loài này được M.B.Crespo & M.R.Lowe & Piera mô tả khoa học đầu tiên năm 2001.